# Brunellia hygrothermica
Brunellia hygrothermica är en tvåhjärtbladig växtart som beskrevs av José Cuatrecasas. Brunellia hygrothermica ingår i släktet Brunellia och familjen Brunelliaceae. Inga underarter finns listade i Catalogue of Life.